# 三星Galaxy S III Mini
Samsung Galaxy S III Mini（GT-I8190/SM-G730A/V/W8/）是一个基于触摸屏的直板高階智能手机，由三星设计制造，在2012年10月宣布，2012年11月发布。加拿大及美國LTE版SM-G730A/V/W8，2013年在加拿大及美國開始正式發售。Galaxy S III Mini技术规格包括4英寸的Super AMOLED显示屏，1 GHz双核处理器，1 GB的RAM，500万像素后置摄像头和一个前置摄像头用于视频通话或自拍。
这是Samsung Galaxy S III的姊妹产品，它带有Samsung Galaxy S III的部分功能，如弹出式播放，Best Photo，Smart Stay，Group Play(Group Play只在特别版SM-G730A/V/W8上可用），直接呼叫，S Voice等基本功能，但它缺少Samsung Galaxy S III的8百万像素后置相机，2GB RAM，更大的4.8英寸的屏幕和康宁Gorilla 2玻璃。
该设备在评测中有一个42小时的续航能力。最初设备上运行(I8190:Android4.1.1(果冻豆)，但现在已经更新到4.1.2。)(G730A/V/W8:Android4.2.2) 其他功能包括Samsung TouchWiz 皮肤，S Voice，ChatON 即时通讯，智能提示， Buddy 图片分享，弹出播放，Samsung Hub，Video Hub，Game Hub 2.0，以及S Beam 技术（S Beam只在特别版GT-I8190N及SM-G730A/V/W8上可用）。
腾讯数码的一片评测则认为此机型是“完美的高端机”，但屏幕竞争力弱。

## 規格
- 螢幕：4" Super AMOLED 800x480
- 處理器：ST-Ericsson U8420 雙核心 1GHz 處理器
- 系統：Android 4.1.2（SM-G730A/V/W8：Android 4.2.2）
- 相機：500萬畫素+30萬畫素
- 重量：120G
- 厚度：1.09cm
- 記憶體：1GB RAM/8GB ROM
- 顔色：藍、白色、紅
- 電池：1,500 mAh(G730A/V/W8:2,000 mAh)可更換式鋰電池